# Cojocna
Cojocna je rumunská obec v župě Kluž. Žije zde přibližně 4 300 obyvatel. Obec se skládá z osmi částí.

## Části obce
- Cojocna – 2 417 obyvatel
- Boj-Cătun – 97 obyvatel
- Boju – 534 obyvatel
- Cara – 786 obyvatel
- Huci – 28 obyvatel
- Iuriu de Câmpie – 267 obyvatel
- Moriști – 81 obyvatel
- Straja – 81 obyvatel